# Minas (piroscafo)
Il Minas è stato un piroscafo italiano che durante la prima guerra mondiale è affondato il 15 febbraio 1917 al largo di Capo Matapan (Grecia) silurato dal sommergibile tedesco SM U-39.

## Nomi
La nave ha avuto quattro nomi: dal 1891 al 1892 Michele Lazzarone, dal 1892 al 1894 Remo, dal 1894 al 1897 Para ed infine dal 1897 al 1917 Minas.

## Caratteristiche
La nave, un piroscafo misto, è stata costruita nel 1891 a Sestri Ponente dal cantiere Giovanni Ansaldo & C.. La nave aveva una capacità di 90 passeggeri in prima classe e 900 in terza classe.
Le sue caratteristiche fisiche principali erano: 2.964 tonnellata di stazza (secondo alcune fonti 2.854), 101 metri di lunghezza, 12,22 metri di larghezza e un pescaggio di 5,6 metri.
Disponeva di un fumaiolo, due alberi e un'elica alimentata da un motore a vapore a triplice espansione grazie alla quale era in grado di raggiungere una velocità di 12 nodi, pari a 22,2 km/h.

## Attività
Dal 1891 al 1892 la nave fu utilizzata sotto il nome di Michele Lazzarone dalla società Angelo Parodi fu Bartolomeo di Genova.
Dal 1892 al 1894 la nave fu utilizzata sotto il nome di Remo dalla società B. Mazzino.
Dal 1894 al 1897 la nave fu utilizzata sotto il nome di Para dalla società Ligure Romana.
Dal 1897 al 1917 la nave fu utilizzata sotto il nome di Minas dalla società Ligure Brasiliana di Genova. Dal 1897 al maggio 1911 fu adibita a tratte col Sudamerica (Brasile e Argentina), dopo tale data fu impiegata su altre rotte.

## L'affondamento
La nave fu affondata nel pomeriggio del 15 febbraio 1917 dal sommergibile tedesco SM U-39, agli ordini del comandante Walter Forstmann (1883–1973), al largo di Capo Matapan durante il tratto di rotta Taranto - Salonicco del tragitto Napoli - Salonicco.
La nave fu colpita dal sommergibile emerso con due siluri e colò a picco alle coordinate 36° 25' N, 18° 24' E (o 36,16 N, 18,33 E) al largo di Capo Matapan: l'affondamento fu ripreso cinematograficamente dal sommergibile.
Il Minas, in quel periodo impiegato come trasporto truppe e stava trasportando soldati italiani del Corpo di spedizione italiano in Macedonia, francesi e serbi destinati all'Armata alleata in Oriente impegnata nella Campagna di Macedonia.
L'affondamento della nave avrebbe provocato 870 morti, altre fonti parlano di 331 morti. La discordanza potrebbe essere spiegata se la cifra più bassa fosse riferita ai soli militari e civili italiani, infatti risultano morti circa 366 militari italiani e 11 membri dell’equipaggio, tra cui 33 del 31º reggimento di fanteria e 36 del 39º reggimento di fanteria. Agli italiani sono certamente da aggiungere militari francesi e serbi.
La nave al momento dell'affondamento avrebbe trasportato, il condizionale è d'obbligo in quanto le fonti non sono concordanti, anche 25 cassette contenenti lingotti d'oro, una di queste fonti è il New York Times del 22 febbraio 1917.